# 周華健
周華健（ワーキン・チョウ、以前はエミール・チョウ、拼音: Zhōu Huájiàn、1960年12月22日 - ）は、香港出身の台湾歌手。台湾大学中退。

## 経歴
- 1986年に台湾でデビュー。中華圏での知名度はかなり高い。
- 1992年、音楽制作会社スターフェリー(擺渡人)を立ち上げ、新人アーティストの育成にも力を注いでいる。
- 1993年、台湾金曲獎を受賞。(男性部門)
- 1996年2月、ビルボード誌の「1995年度チャイニーズ・ポップスNo1シンガーソングライター賞」を受賞。
- 2023年10月3日のジョナサン・リー(李宗盛)の日本武道館のコンサートでサプライズゲストとして登場した。
- 2024年10月7日の日本武道館での待望の単独コンサートでは彼の実力と人気を証明し、歴史に名を残した。

### エピソード
- 大学在学中にギターを抱えてパブなどで歌っていたところ、音楽プロデューサーであるジョナサン・リー(李宗盛)の目に留まり、1986年制作助手としてロックレコードに入社。
- スタイルとしては基本的には自作曲を歌うが、他者の手による曲やカヴァーも多くこなす。
- 抜群の歌唱力の他、親しみやすい温かいキャラクターや知的なイメージで老若男女に支持されている。
- 2000年頃を境に、幼い頃から親しんだ広東語読みのWakin(ワーキン)という名前をそのままイングリッシュネーム(これを中国では「挖金」という漢字をあてている模様)のようしにて使うようになった。しかし日本においてワーキン・チョウという名前はなかなか認知が進まず、まだまだエミール・チョウとして呼ばれることが多い。
- 2024年の日本武道館コンサートの名前は「ワーキン・チャウ」表記であったが、これ以来は「ワーキン」の名前を日本に広く定着させた。
- 2008年から2010年にかけてロックレコードの大物歌手4人からなる縦貫線(Super Band)のメンバーとしても活躍した。
- 喜納昌吉の「花〜すべての人の心に花を〜」をカバーした「花心」やCHAGE and ASKAの「男と女」をカバーをした「讓我歡喜讓我憂」、宇徳敬子の「忘れな草」をカバーした「忘憂草」など、日本の曲をカバーしてヒットさせている。幅広いジャンルを歌うため、さまざまな世代から受け入れられている。
- ジャッキー・チェンの映画でゲスト出演することも多い。同じ香港出身、ロックレコード所属という縁もあり、「レッドブロンクス」と「ナイスガイ」ではアイスクリーム屋という同じようなカメオ役で立て続けに出演した。また「WHO AM I?」で映画サウンドトラックを担当したり、「ゴージャス」では敵役で出演した。有名な「フーアムアイ」の主題歌は周華健の作詞作曲。
- 「花心」、「讓我歡喜讓我憂」、「フーアムアイ」の主題歌、この3曲を聴いてもらうことにより日本での認知度は劇的に上昇する。

## 映画出演
- プロジェクトS 超級計畫（1993年）
- レッド・ブロンクス 紅番區（1995年）
- ナイスガイ 一個好人（1997年）
- ゴージャス 玻璃樽（1999年）
- パープルストーム 紫雨風暴 紫雨風暴 (1999年)
- スパイシー・ラブスープ (1999年)